# Александър Легков
Александър Генадиевич Легков е руски ски бегач, олимпийски шампион на 50 км масов старт на Зимната олипиада в Сочи.
Състезава се от 2002 г. и е спечелил 5 индивидуални победи за Световната купа, включително и Тур дьо Ски от 2013 г. Участва в 3 зимни олимпиади – през 2006, 2010 и 2014 г.

## Биография
Александър Легков е роден на 7 май 1983 г. в гр. Красноармейск (Московска област), в спортно семейство. Баща му е футболист, майка му – учителка по физическо възпитание, а брат му – биатлонист.
Първоначално Александър тренира хокей на лед, после биатлон, а от 2000 г. се насочва към ски бягането и скоро попада в младежкия национален отбор на Русия. Негов основен треньор до 2010 г. е Ю. В. Бородавко. За сезона 2010/2011 се подготвя отделно от основния национален отбор под ръководството на германската специалистка по физиотерапия Изабел Кнауте, а от следващия сезон – заедно със съотборника си Иля Черноусов тренират при швейцарския треньор Рето Бургермайстер.

## Спортни постижения
- 2002: първо място на 10 км в категория FIS RACE в Красногорск, Русия
- 2003: първо място на 15 км за Континенталната купа в Красногорск, Русия
- 2006: световен шампион за младежи до 23 г. по дуатлон 15+15 км в Кран, Словения
- 2006: бронзов медал на Световно първенство за младежи до 23 г. на 15 км класически стил в Кран, Словения
- 2007: първо място на 15 км за Купата на Източна Европа в Красногорск, Русия
- 2007: второ място на Тур дьо Ски (Кавалезе, Италия)
- 2007: първо място на 30 км за Световната купа Рибинск, Русия
- 2007: сребърен медал в щафета 4х10 км на Световното първенство в Сапоро, Япония
- 2009: първо място на 15 км за Световната купа Лахти, Финландия
- 2008: първо място на 15 км в категория FIS RACE в Муанио, Финландия
- 2010: четвърто място на дуатлон на Олимпийските игри във Ванкувър, Канада
- 2013: победител на Тур дьо ски
- 2013: победител на 12-ия етап от Кралския ски маратон на 50 кв (свободен стил) в Холменколен, Норвегия
- 2013: победител на етап от Световната купа – свободен стил на 10 км в Куусамо, Финландия
- 2014: сребърен медал в щафета 4х10 км на Зимните олимпийски игри в Сочи, Русия
- 2014: олимпийски шампион на 50 км на Зимните олимпийски игри в Сочи, Русия